# Liste der Biografien/Langa
Liste der Biografien |
Portal Biografien |
Personensuche
# |
A |
B |
C |
D |
E |
F |
G |
H |
I |
J |
K |
L |
M |
N |
O |
P |
Q |
R |
S |
T |
U |
V |
W |
X |
Y |
Z |
?
 
La |
Lb |
Lc |
Le |
Lg |
Lh |
Li |
Lj |
Ll |
Lm |
Lo |
Lp |
Lt |
Lu |
Lv |
Lw |
Lx |
Ly |
Lz
 
Laa |
Lab |
Lac |
Lad |
Lae–Lah |
Lai |
Laj |
Lak |
Lal |
Lam |
Lan |
Lao |
Lap |
Laq |
Lar |
Las |
Lat |
Lau |
Lav |
Law |
Lax |
Lay |
Laz
 
Lana |
Lanc |
Land |
Lane |
Lanf |
Lang |
Lanh |
Lani |
Lanj |
Lank |
Lanl |
Lanm |
Lann |
Lano |
Lanp |
Lanq |
Lanr |
Lans |
Lant |
Lanu |
Lanv |
Lanw |
Lanx |
Lany |
Lanz
 
Langa |
Langb |
Langd |
Lange |
Langf |
Langg |
Langh |
Langi |
Langj |
Langk |
Langl |
Langm |
Langn |
Lango |
Langr |
Langs |
Langt |
Langu |
Langv |
Langw 
Die Liste der Biografien führt alle Personen auf, die in der deutschsprachigen Wikipedia einen Artikel haben. Dieses ist eine Teilliste mit 36 Einträgen von Personen, deren Namen mit den Buchstaben „Langa“ beginnt.

## Langa
- Langa, Adriano (* 1946), mosambikanischer Ordensgeistlicher, römisch-katholischer Bischof von Inhambane
- Langa, Fátima (1953–2017), mosambikanische Schriftstellerin
- Langa, Júlio Duarte (* 1927), mosambikanischer Geistlicher, emeritierter römisch-katholischer Bischof von Xai-Xai und Kardinal
- Langa, Pius (1939–2013), südafrikanischer Jurist, Vorsitzender Richter des Verfassungsgerichts der Republik Südafrika
- Langa, Ramón (* 1959), spanischer Schauspieler
- Langa, Rata (1865–1937), italienischer Karikaturist

### Langaa
- Langaard, Conrad (1890–1950), norwegischer Tennisspieler

### Langab
- Langabeer, Jim (1942–2022), neuseeländischer Jazzmusiker (Holzblasinstrumente)

### Langac
- Langacker, Paul (* 1946), US-amerikanischer Physiker
- Langacker, Ronald (* 1942), US-amerikanischer Linguist

### Langai
- Langaitis, Tadas (* 1977), litauischer konservativer Politiker, seit November 2016 Mitglied des Seimas

### Langal
- Langallerie, Philippe de Gentil de (1661–1717), französischer Adliger

### Langan
- Langan, Christine, englische Filmproduzentin
- Langan, Christopher (* 1952), US-amerikanischer Pferdezüchter, Autor und AutodidaktChristopher Langan (* 1952)

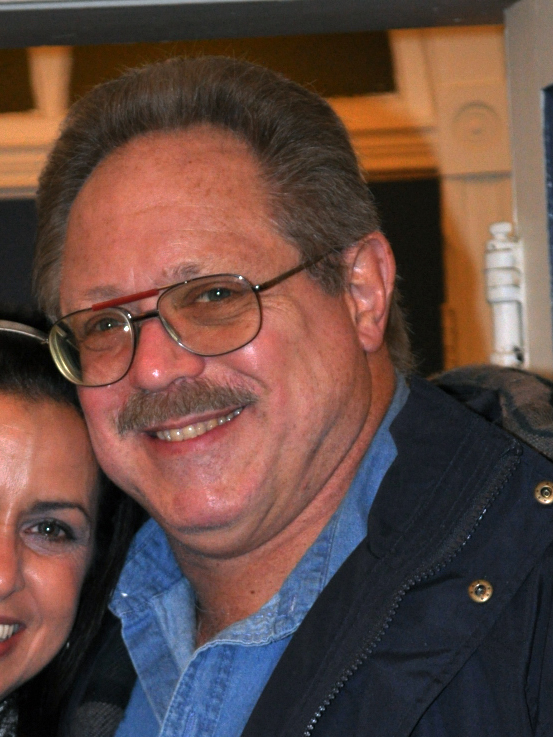
Christopher Langan (* 1952)

- Langan, Gary (* 1956), britischer Toningenieur und Plattenproduzent
- Langan, Glenn (1917–1991), US-amerikanischer Schauspieler
- Langan, John (* 1969), US-amerikanischer Schriftsteller
- Langanger, Johanna (1935–2025), österreichische Politikerin (SPÖ), Landtagsabgeordnete von Vorarlberg
- Langanke, Karlheinz (* 1951), deutscher theoretischer Kernphysiker
- Langanke, Reinhard (* 1951), deutscher Radrennfahrer
- Langanke, William († 1930), deutscher Pilot
- Langanki, Dagmar (* 1950), deutsche Dokumentarfilmregisseurin und Fernsehredakteurin
- Langanky, Ute (* 1957), deutsche Malerin und FotografinUte Langanky (* 1957)

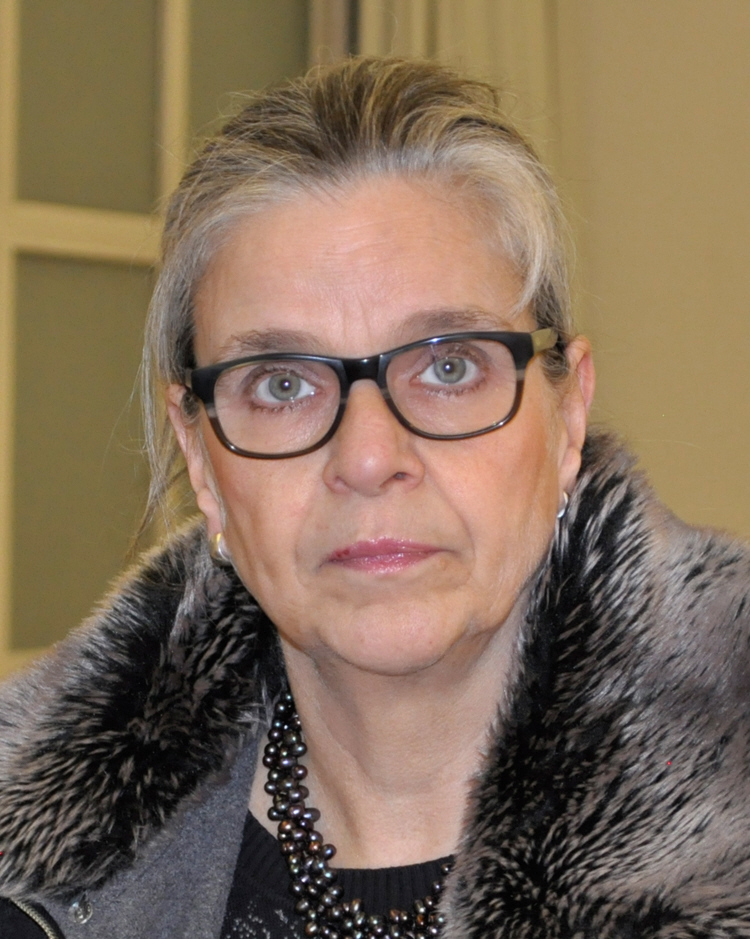
Ute Langanky (* 1957)

### Langar
- Lángara, Isidro (1912–1992), spanischer Fußballspieler
- Langarica Olagüe, Jesús (1912–2009), spanischer römisch-katholischer Ordensgeistlicher, Apostolischer Präfekt von Aguarico
- Langarica, Dalmacio (1919–1985), spanischer Radrennfahrer
- Langaro, Haniel (* 1995), brasilianischer Handballspieler
- Langaros, Fürst der Agrianes

### Langas
- Langaskens, Denis (* 1966), belgischer Tennisspieler

### Langat
- Langat, Benjamin (* 1976), kenianischer Politiker
- Langat, David Kiprono (* 1980), kenianischer Langstreckenläufer
- Langat, Leonard Kipkoech (* 1990), kenianischer Langstreckenläufer
- Langat, Nancy Jebet (* 1981), kenianische Mittelstreckenläuferin und Olympiasiegerin
- Langat, Philip Kiprono (* 1990), kenianischer Langstreckenläufer

### Langau
- Längauer, Ernst (1941–2007), österreichischer Politiker (SPÖ), Abgeordneter zum Salzburger Landtag und Stadtrat in Hallein
- Langauer, Heidi (1939–2014), österreichisch-schweizerische Künstlerin